# Vaca amarela galega

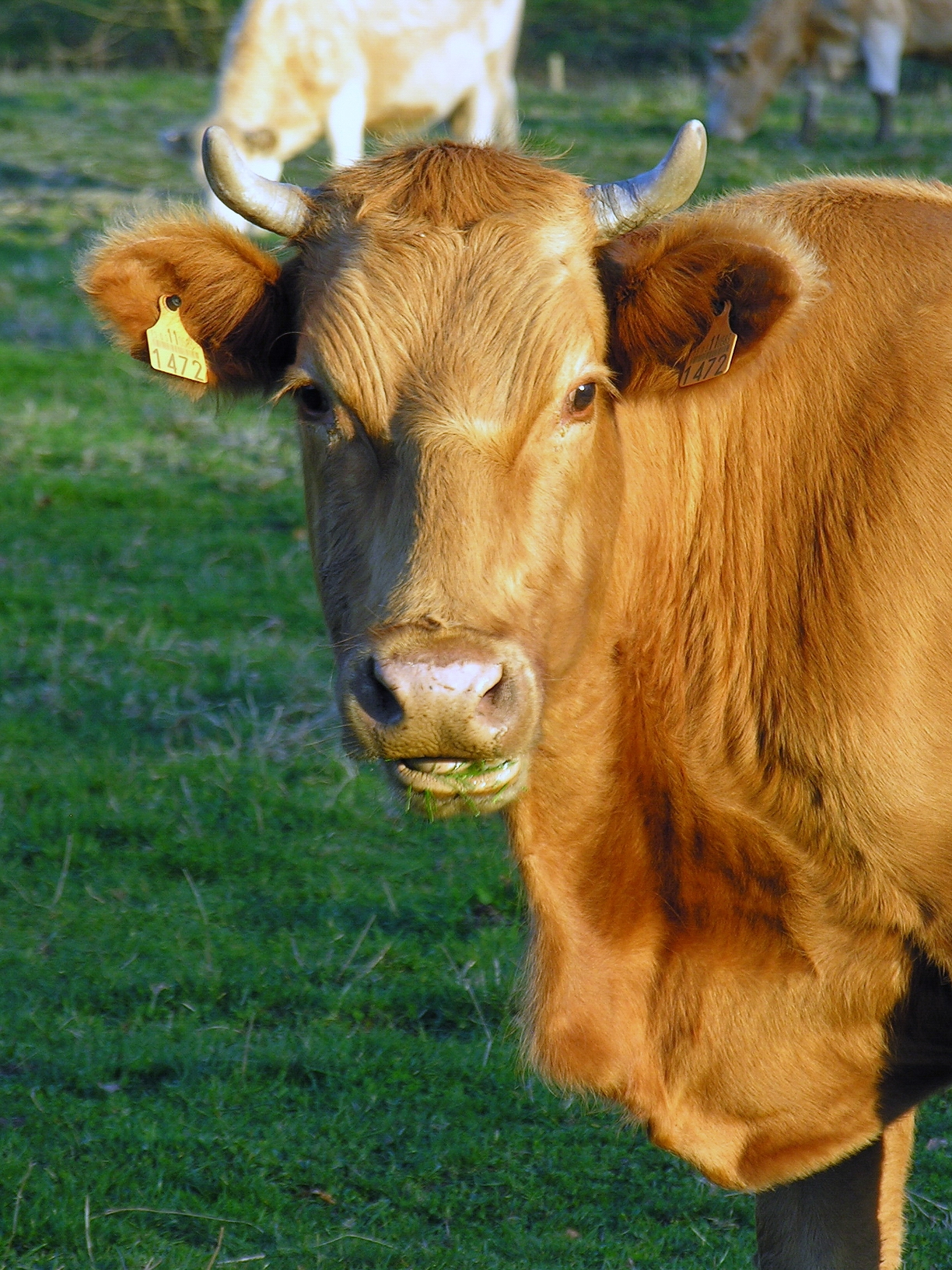
Uma vaca amarela galega.

A vaca amarela galega é uma raça de bovino nativa da Galiza e da região do Minho português. É a mais característica da Galiza e tem o pelo de cor amarela com variações de tom. Emprega-se para a produção de carne e noutros tempos como animal de trabalho. Abunda especialmente em Lugo, onde se concentra o 75% do censo , e na Coruña, estando também presente noutras comunidades e noutros países da Europa e da América do Sul. Em Portugal, embora a designação popular desta espécie seja "galega", os veterinários académicos, nos últimos 25 anos mudarama sua designação para "minhota". 

## Atualidade
O Livro Genealógico de 1933 foi substituído por um texto novo em 1969  que, por sua vez, foi modificado em 1976 . A Direção Geral de Pecuária estabelecia -atualizando-o- o padrão racial da vaca amarela galega resultante dos processos de seleção e melhora realizados até então.
EM 2012 publicou-se a regulamentação vigente hoje: Resolução de 30 de março de 2012, da Direção Geral de Produções e Mercados Agrários, pelo que foi publicado em 29 de março de 2012, pelo que se aprova a Regulamentação específica do Livro Genealógico da raça bovina vaca amarela galega (BOE nº 91, de 16 de abril de 2012).
Está catalogada como Raça Nativa de Fomento, que significa que pelo censo e organização se considera em expansão, de acordo com os critérios estabelecidos a nível nacional ou internacional.
O censo da raça em 31 de dezembro de 2013 era de 65.469 animais -50.252 fêmeas e 15.217 machos- em 2.282 fazendas , porém deve-se ter em conta que esta cifra só indica os animais inscritos no Libro Genealógico, requisito que exclúe numerosos exemplares, como tal os destinados a isca ou que não respondam satisfatoriamente ao padrão racial (desqualificam-se aqueles exemplares que não alcancem uma qualificação mínima de 65 pontos nas fêmeas ou 70 pontos nos machos, numa escala até o 100) ou que, por qualquer razão que seja, não se inscreveram, porque não foi solicitado pelo proprietário ou porque não se pôde por qualquer circunstância . 
Em Portugal existem cerca de 14 000 efetivos registados. Originou as raças Ramo Grande, dos Açores, e Caracu, no Brasil.   